# جرم دون نجمي

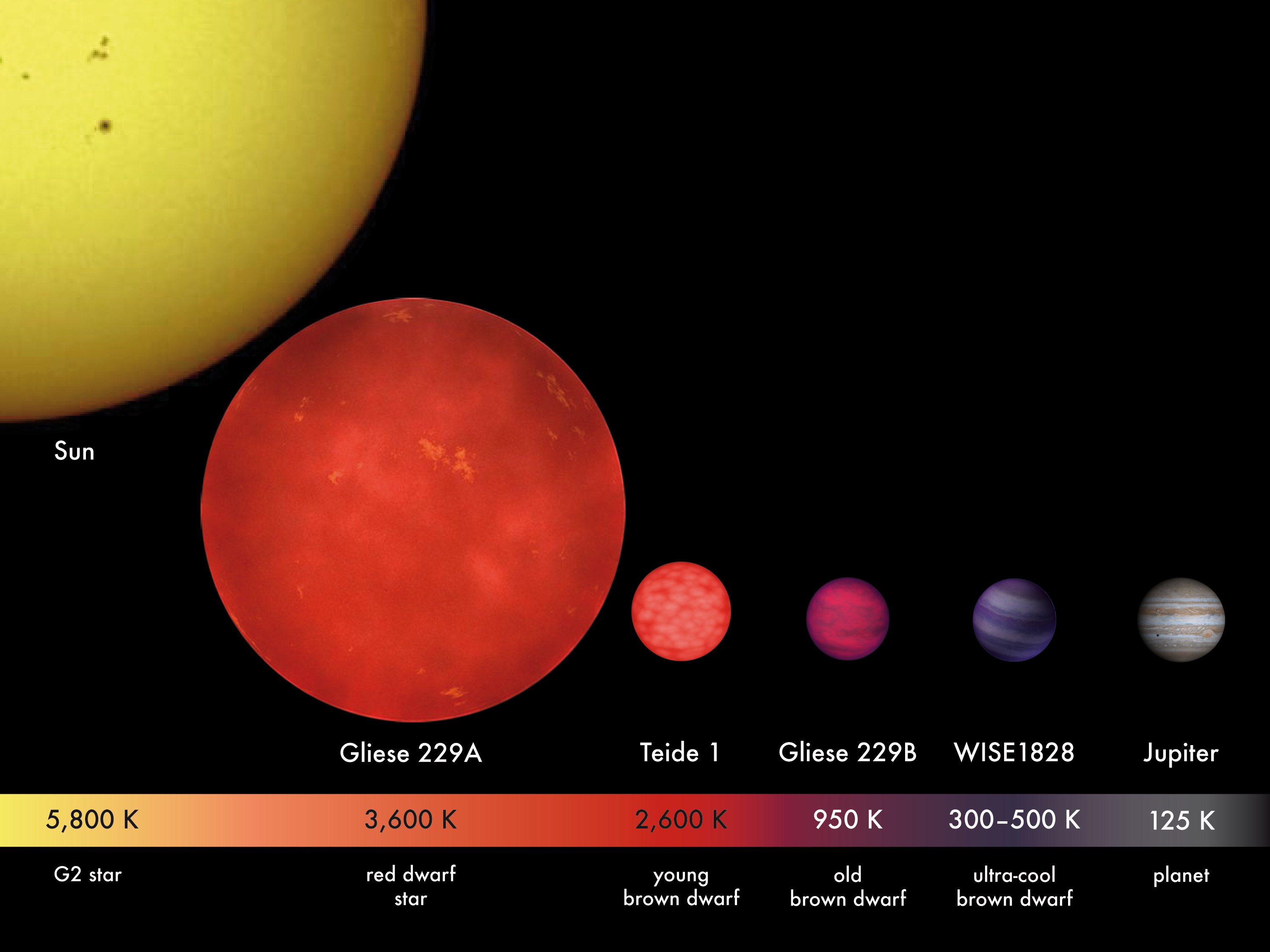
الحجم النسبي المقدر لكوكب المشتري والأقزام البنية WISE 1828+2650 -غليزا 229B والقزم الأحمر غليزا 229A وتيد 1 بالمقارنة مع الشمس ويعتبر غليزا 229B وتيد 1 أجرام دون نجمية

جرم دون نجمي (بالإنجليزية: Substellar object)‏ يسمى أحيانا شبة نجمي (substar) هو جرم فلكي كتلته أصغر من أصغر كتلة يمكن فيها حدوث اندماج نووي (حوالي 0.08 كتلة شمسية). ويشمل هذا التعريف الأقزام البنية والأقزام السوداء والبقايا النجمية المشابهة للجرم EF Eridani B حول نجم EF النهر ، ويمكن أن تشمل أيضا أجرام اكتل الكوكبية بغض النظر عن آلية تشكيلها وما إذا كانت مرتبطة بنجم رئيسي أم لا.

## خصائص
على افتراض أن الجرم الدون نجمي لديه تركيبة مماثلة للشمس وما لا يقل عن كتلة المشتري (حوالي 10−3 كتلة شمسية)، فأن نصف قطرة سوف يكون مماثل لنصف قطر كوكب المشتري (مايقارب 0.1 نصف قطر شمسي) وبغض النظر عن كتلة الجرم الدون نجمي (الأقزام البنية كتلتها أقل من 75 {\displaystyle M_{J}}). وذلك لأن مركز الجرم الدون نجمي في أعلى النطاق الكتلي (أقل بقليل من حد حرق الهيدروجين) متحلل إلى حد كبير مع كثافة قدرها ≈103 g/cm3 ، ولكن هذا الانحلال يقل مع انخفاض الكتلة حتى في كتلة المشتري، الجرم الدون نجمي لديه أقل من 10 g/cm3. انخفاض الكثافة يوازن انخفاض الكتلة ويحفاظ على نصف قطرة ثابت تقريبا. وإذا الجرم الدون نجمي في مدار حول نجم فسوف يتقلص ببطء أكثر فحين سيبقى دافئا بواسطة النجم وينتقل لحالة استقرار حيث تنبعث منة طاقة بقدر ما يتلقاه من النجم.

## التصنيف
اقترح ويليام دنكان ماكميلان في عام 1918 تصنيف الاجرم دون نجمية إلى ثلاث فئات استنادا إلى كثافتها وطور المرحلة: الصلبة، الانتقالية والمظلمة الغازية (غير-نجمية). وتشمل الاجرم الصلبة الدون نجمية الأرض والكواكب الأرضية الصغيرة والأقمار ؛ مع أورانوس ونبتون (وفي وقت لاحق اجرام نبتون الصغيرة والكواكب الأرضية الهائلة) كأجرام انتقالية بين الصلبة والغازية. زحل والمشتري والكواكب الغازية في الحالة «غازية».